# Dóra-patak
A Dóra-patak vagy Szénégető-patak a Visegrádi-hegységben ered, Pest vármegyében, mintegy 370 méteres tengerszint feletti magasságban. A patak forrásától kezdve keleti irányban halad, majd Leányfalunál, Pócsmegyerrel szemben torkollik a Szentendrei-Dunába.

## Part menti település
- Leányfalu